# Kampfar
Kampfar – norweski zespół wykonujący black metal, powstał w 1993 roku w Fredrikstad. Teksty zespołu inspirowane są naturą oraz w dominującej części zawierają przekaz neopogański. Zespół nigdy nie odniósł sukcesu komercyjnego ciesząc się jedynie popularnością w podziemiu artystycznym. Jednakowoż grupa spotkała się z uznaniem krytyków muzycznych. W 2016 roku formacja otrzymała nagrodę norweskiego przemysłu fonograficznego Spellemannprisen.

## Historia

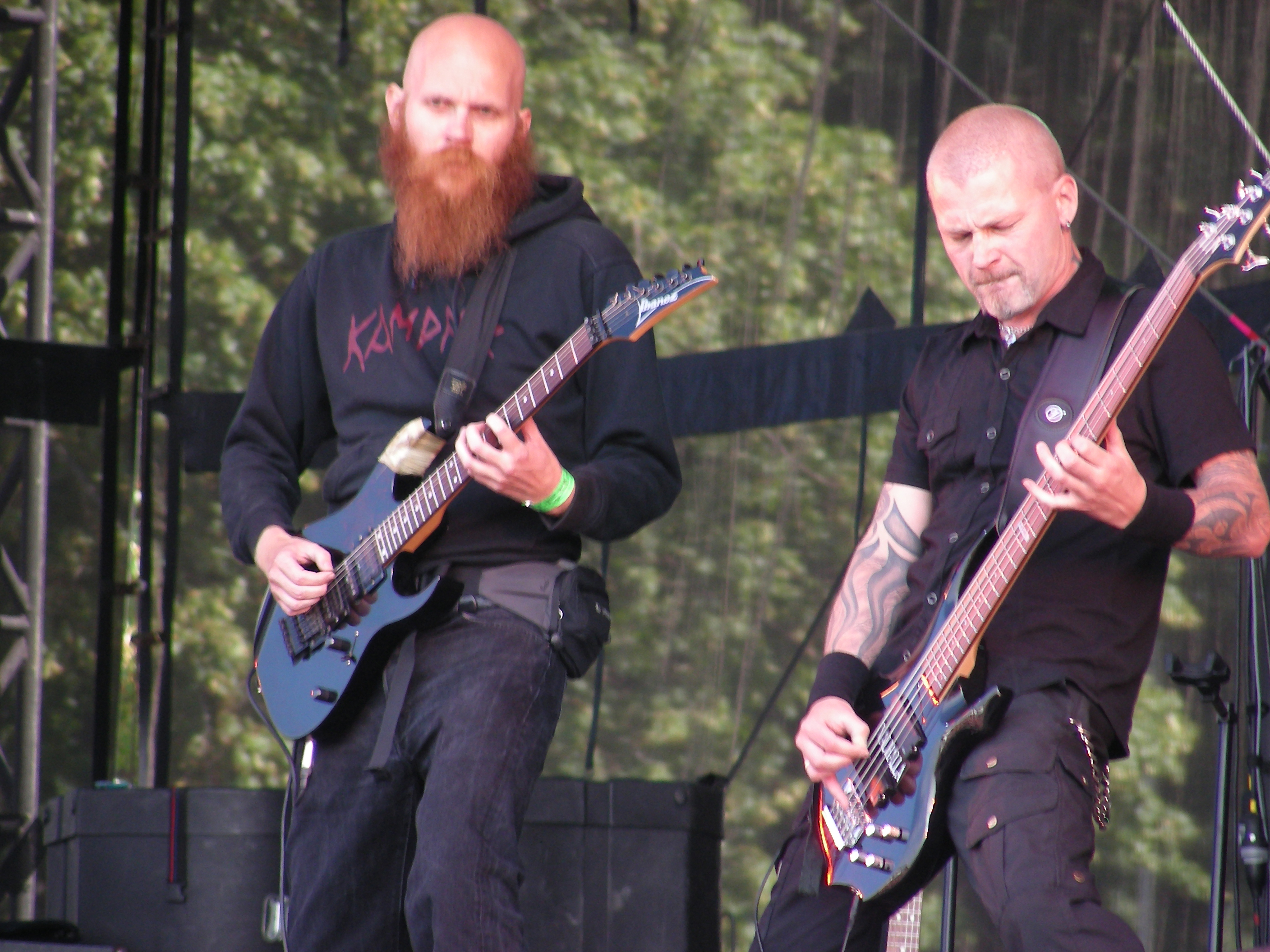
Kampfar podczas koncertu na festiwalu Wacken Open Air w 2010 roku

Pierwszy skład utworzyli basista i gitarzysta Thomas Andreassen oraz perkusista i wokalista Per-Joar "Dolk" Spydevold. Duet zadebiutował w 1996 roku minialbumem pt. Kampfar, który został wydany przez francuską wytwórnię muzyczną Season of Mist. Rok później nakładem oficyny Malicious Records do sprzedaż trafił pierwszy album długogrający Kampfar pt. Mellom Skogkledde Aaser. W 1998 roku został wydany drugi minialbum formacji pt. Norse. Materiał został wydany przez wytwórnię płytową Hammerheart Records. 
W czerwcu 1999 roku ukazał się drugi album studyjny Kampfar zatytułowany Fra Underverdenen. W 2003 roku grupa przyjęła do składu basistę Jona Bakkera i perkusistę Ask Ty Ulvhedina Bergli Arctandera. Andreassen skoncentrował się na roli gitarzysty, natomiast Spydevold pozostał wokalistą Kampfar. W czerwcu 2006 roku nakładem austriackiej wytwórni płytowej Napalm Records ukazał się trzeci album studyjny formacji pt. Kvass. 
Latem 2008 roku formacja dała szereg koncertów podczas festiwali m.in. takich jak: Dunkelheit w Czechach i Party.San Metal Open Air w Niemczech. W październiku tego samego roku ukazał się czwarty album kwartetu zatytułowany Heimgang. W 2009 roku grupa koncertowała w Europie podczas tournée A Skogstur in Central Europe. W 2010 roku z zespołu odszedł jego współzałożyciel Thomas Andreassen. Na potrzeby występów scenicznych muzycy zaangażowali Ole Hartvigsena, znanego z występów w zespole Emancer. Jako trio formacja rozpoczęła prace nad kolejnym materiałem dzieląc się obowiązkami gitarzysty. 

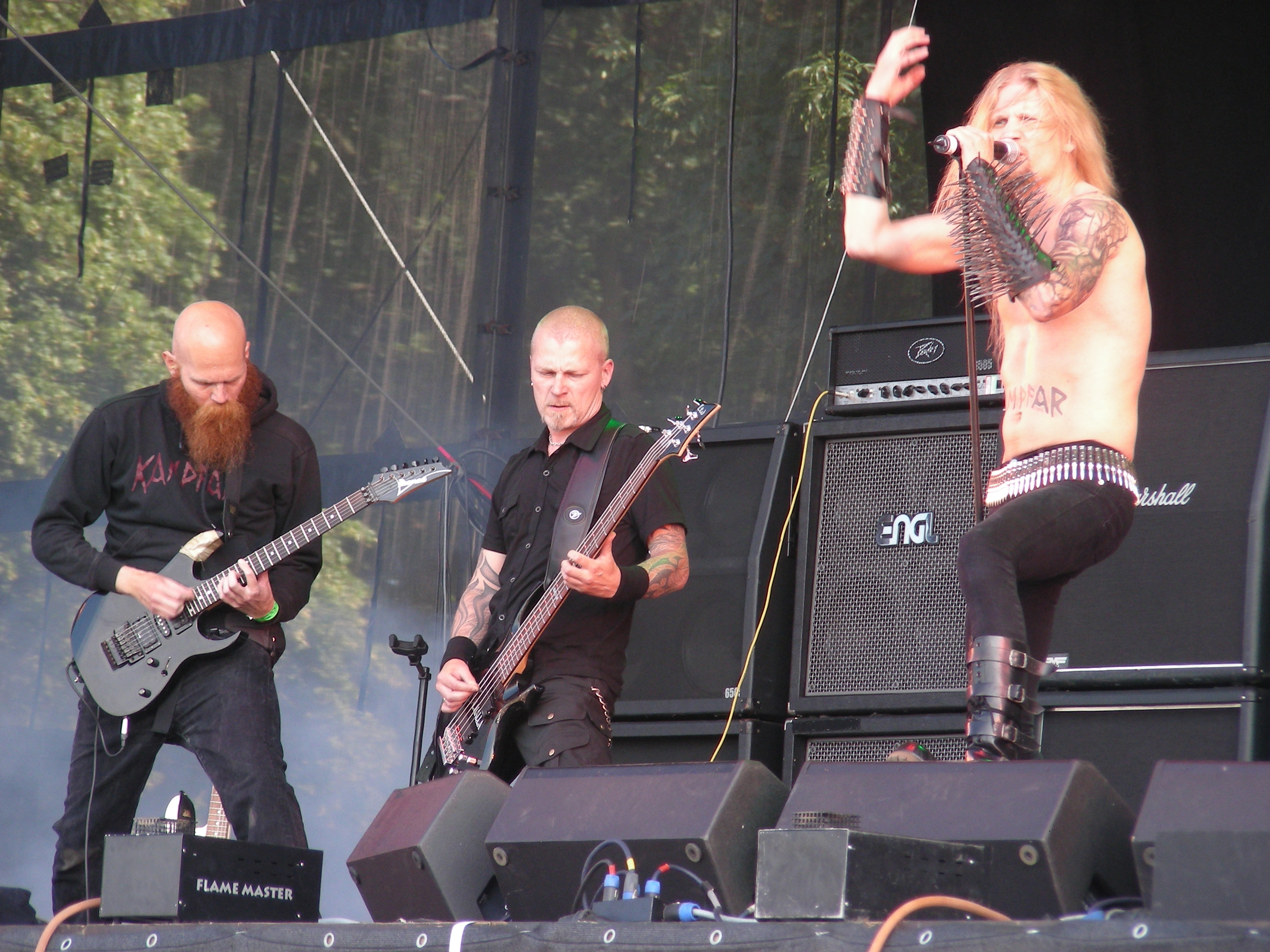
Kampfar podczas koncertu na festiwalu Wacken Open Air w 2010 roku

25 marca 2011 roku do sprzedaży trafił piąty album długogrający Kampfar pt. Mare. Tego samego roku Ole Hartvigsen został oficjalnym członkiem Kampfar. Grupa promowała materiał podczas europejskiej trasy koncertowej The Black Path Tour wraz z zespołami Vreid, Kraków i Secrets of the Moon. Następnie zespół udał się do USA gdzie koncertował w ramach The Black Path Of America Tour 2011. Rok później formacja dała szereg koncertów w Europie podczas Devilish Triumph Tour u boku Helrunar, Obscurity i Velnias.
W listopadzie 2013 roku muzycy podpisali kontrakt wydawniczy z wytwórnią płytową Indie Recordings. 27 stycznia 2014 roku ukazał się szósty album formacji zatytułowany Djevelmakt. Wydawnictwo było promowane podczas trasy koncertowej Spreading The Plague MMXIV. 13 listopada 2015 roku do sprzedaży trafił siódmy album zespołu pt. Profan. Na potrzeby promocji do pochodzących z płyty utworów "Mylder" i "Swarm Norvegicus" zostały zrealizowane tzw. "lyric videos". Materiał był promowany teledyskami do utworów "Daimon" i "Tornekratt" które wyreżyserował Marcin Halerz. 
Premierowe nagrania grupa zaprezentowała podczas europejskiego tournée Blackfest Over X-Mass m.in. wraz z zespołami Gorgoroth i Gehenna. W 2016 roku nagrania otrzymały nagrodę norweskiego przemysłu fonograficznego Spellemannprisen w kategorii Metal. W kwietniu tego samego roku zespół udał się w trasę koncertową European Winter Thrice Tour u boku Borknagar i Diabolical. Natomiast latem muzycy wystąpili m.in. podczas festiwali RockHarz Open Air i Wacken Open Air w Niemczech.

## Muzycy
| Obecny skład zespołu - Per-Joar "Dolk" Spydevold – perkusja, wokal prowadzący, gitara elektryczna, instrumenty klawiszowe (od 1993) - Jon Bakker – gitara basowa, gitara elektryczna, instrumenty klawiszowe (od 2003) - Ask Ty Ulvhedin Bergli Arctander – perkusja, wokal wspierający, gitara elektryczna, instrumenty klawiszowe (od 2003) - Ole Hartvigsen – gitara, instrumenty klawiszowe (od 2011) Byli członkowie zespołu - Thomas Andreassen – gitara elektryczna, gitara basowa, instrumenty klawiszowe (1993–2010) |  | Muzycy koncertowi - Ole Hartvigsen – gitara elektryczna (2010-2011) - Endre Moe – gitara basowa (2011) |

## Dyskografia
| Tytuł                   | Dane dot. albumu                                       |
| ----------------------- | ------------------------------------------------------ |
| Mellom Skogkledde Aaser | - Data: lipiec 1997 - Wydawca: Malicious Records       |
| Fra Underverdenen       | - Data: 16 czerwca 1999 - Wydawca: Hammerheart Records |
| Kvass                   | - Data: 6 czerwca 2006 - Wydawca: Napalm Records       |
| Heimgang                | - Data: 7 października 2008 - Wydawca: Napalm Records  |
| Mare                    | - Data: 25 marca 2011 - Wydawca: Napalm Records        |
| Djevelmakt              | - Data: 27 stycznia 2014 - Wydawca: Indie Recordings   |
| Profan                  | - Data: 13 listopada 2015 - Wydawca: Indie Recordings  |

| Tytuł   | Dane dot. albumu                                   |
| ------- | -------------------------------------------------- |
| Kampfar | - Data: luty 1996 - Wydawca: Season of Mist        |
| Norse   | - Data: lipiec 1998 - Wydawca: Hammerheart Records |

## Teledyski
| Tytuł                            | Rok  | Reżyseria                          | Album      | Źródło |
| -------------------------------- | ---- | ---------------------------------- | ---------- | ------ |
| "Mylder" (lyric video)           | 2013 | —                                  | Djevelmakt | [ 17 ] |
| "Swarm Norvegicus" (lyric video) | 2014 | —                                  | Djevelmakt | [ 18 ] |
| "Daimon"                         | 2015 | Marcin Halerz, Red Pig Productions | Profan     | [ 19 ] |
| "Tornekratt"                     | 2016 | Marcin Halerz, Red Pig Productions | Profan     | [ 20 ] |